# The Boys from Syracuse
The Boys from Syracuse ist ein Musical mit der Musik von Richard Rodgers und Liedtexten von Lorenz Hart. Das Buch nach William Shakespeares Komödie der Irrungen schrieb George Abbott, der die Show auch produzierte und Regie führte. Die Choreografie erarbeitete George Balanchine.
Das Stück gilt als erste Musical-Vertonung eines Shakespeare-Werkes am Broadway. Der Titel ist eine Anspielung auf die Shubert Brothers, die mächtigsten Theaterproduzenten am Broadway, die aus dem New Yorker Städtchen Syracuse stammten.
Die Uraufführung fand am 23. November 1938 im Alvin Theatre in New York statt und erreichte 235 Vorstellungen. Ein Off-Broadway-Revival 1963/64 im Theatre Four brachte es auf 500 Vorstellungen. Die Londoner West-End-Premiere hatte das Musical am 7. November 1963 im Drury Lane Theatre. Die deutschsprachige Erstaufführung, vom 24. November 1971 im Theater Pforzheim, unter dem Titel Die Boys von Syrakus, weicht vom Original ab, so wurden u. a. die Tanznummern gestrichen. Den deutschen Text besorgte Heiner Bruns.

## Handlung
Ort und Zeit: Ephesus, Antikes Griechenland

Ausgangssituation: Helden sind eineiige Zwillingsbrüder aus einem Syrakuser Kaufmannshaus – beide Antipholus genannt – sowie die ihnen als Diener zugeordneten Zwillinge gleichen Alters, ebenfalls eineiig und gleichnamig – sie heißen Dromio.

Ihre Familie wurde durch ein Schiffsunglück in frühester Kindheit voneinander getrennt. Vater Aegon kehrte mit einem Sohn und einem Diener in die Heimat zurück. Mutter, Zwillingsbruder und Dienerzwilling blieben verschollen.

Herangewachsen, machte sich Antipholus von Syrakus mit seinem Diener auf die Suche nach den Vermissten. Allein und ohne Nachricht, begab sich wenige Jahre später auch Aegon auf die Reise.
Auf seiner Suche landet das Syrakuser Herr-Diener-Gespann in Ephesus. Dort erfährt es, dass ein Aufenthalt aufgrund der Feindschaft zwischen Syrakus und Ephesus zu gefährlich würde und beschließt abzureisen.

Dadurch, dass ihre Zwillingsbrüder in der Stadt leben, beginnen die Irrungen:
Die beiden Syrakuser landen im weiteren Verlauf im Haus des Ephesuser Antipholus, wo der Syrakuser Antipholus dessen Schwägerin seine Liebe gesteht, dem Syrakuser Dromio von der Frau des anderen Dromio nachgestellt wird – und beide letzten Endes die Nacht mit den Ehefrauen ihrer Brüder verbringen müssen. Unterdessen steht der Ephesuser Antipholus vor verschlossener Haustür, um dann die Nacht verbittert bei Kurtisanen zu verbringen.

Eine bestellte Goldkette wird vom Syrakuser Bruder entgegengenommen, die Bezahlung vom Ephesuser Bruder jedoch verweigert, woraufhin dieser verhaftet wird. Als dann die beiden Syrakuser mit dem Schmuck gesichtet werden, fliehen sie in den Tempel.

Zum Finale kommt es zur Familienzusammenführung. Aegon, der wegen der Städtefehde als Syrakuser verurteilt wurde, zieht auf dem Weg zu seiner Hinrichtung am Tempel vorbei. Dort erblickt er seinen Sohn, allerdings den aus Ephesus, der seinen Vater nicht kennt und inzwischen aus dem Gefängnis geflohen ist, um vor dem Stadtoberhaupt um Gerechtigkeit zu bitten. Die Auflösung erfolgt durch die Seherin des Tempels, die sich als Mutter und Ehefrau zu erkennen gibt, so dass sich auch der Syrakuser Antipholus aus dem Tempel herauswagt.

## Bekannte Musiknummern
- Falling in Love with Love
- This Can’t Be Love
- Sing for Your Supper

## Verfilmung
Die gleichnamige Verfilmung von 1940 von A. Edward Sutherland basiert auf dem Musical.